# Muralles de Regencós
Les muralles de Regencós són una fortificació de Regencós (Baix Empordà) declarada bé cultural d'interès nacional.

## Descripció
La població estava formada per un recinte fortificat amb torres i murs (segles XIV-XV). En resten dues torres rodones, una ben sencera, dos portals i llenços de murs amb sageteres.
El traçat, de pla quadrangular, del recinte murat de Regencós es pot seguir sense massa dificultats malgrat que les seves restes s'integrin a edificacions tardanes. A l'antic sud-oest del recinte hi ha una torre, que ara és l'element més vistent, cilíndrica, conservada gairebé enterament, ja que només hi manca l'emmerletat superior. Forma part de la casa on es troba adossada i va ser restaurada modernament conjuntament amb ella. La part restant del sector sud i l'occidental són les més destruïdes. Tanmateix, al mig del darrer hi queda un portal amb el passadís cobert i al seu costat la part inferior d'una altra torre cilíndrica. Al nord i, en especial a llevant, s'hi veuen llargs trams de llenç amb espitlleres, que es conserven en alçada desigual, màxima d'uns 3 metres. Prop de l'angle sud-est s'hi pot veure un altre portal, d'arc de mig punt i gran dovellatge. El parament de la fortificació és, arreu, de rebles grans travats amb morter.

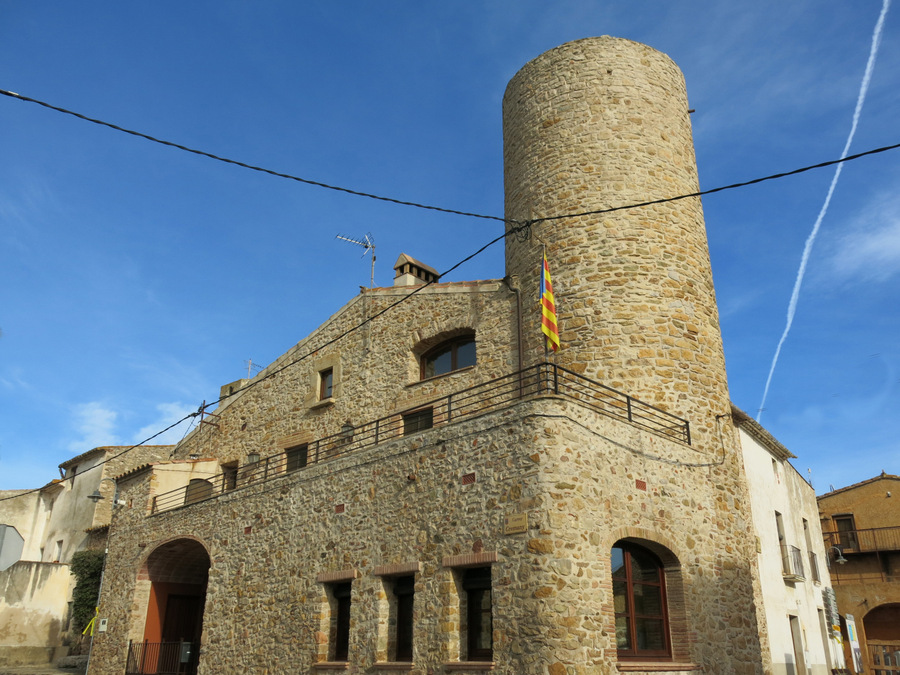
Regencós. Torre (gener 2019)

## Història
El lloc de Regencós fou possessió dels Cruïlles-Peratallada almenys des de l'any 1312. El 29 de juliol del dit any, el rei Jaume II confirmà a les Universitats de Cruïlles, Esclanyà i Regencós, els privilegis, llibertats i immunitats que els havia concedit el difunt Gilabert de Cruïlles. Posteriorment, el rei Pere el Cerimoniós, vengué per carta de Gràcia als Cruïlles les jurisdiccions de Regencós, juntament amb les de Begur i Esclanyà. Al fogatjament de 1365-1370 hi consta: «Sclanya e Rajancós, de Gilabert de Cruïlles... XLVIII fochs». Cal tenir en compte que els dos llocs són propers; Esclanyà pertany avui al municipi de Begur. A l'inventari dels béns i jurisdiccions de la casa de Cruïlles-Peratallada fet el 1395 s'hi esmenta el «locum de Rivo Jonchoso cum reditibus suis». És l'únic lloc de la comarca que figura en aquesta relació al qual no es dona el qualificatiu de «castell». Ha estat apuntat, com a hipòtesi a confirmar, que la muralla descrita potser encara no havia estat bastida.